# Rubens Minelli
Rubens Minelli (São Paulo, 19 december 1928 – aldaar, 23 november 2023) was een Braziliaanse voetballer en voetbalcoach.

## Biografie
Rubens Minelli speelde bij meerdere clubs, maar kon nooit een prijs winnen. Enkel met Taubaté kon hij in de tweede klasse kampioen worden. Door een beenbreuk werd zijn voetbalcarrière al beëindigd op 27-jarige leeftijd. 
Minelli volgde een trainerscursus en ging van 1958 tot 1963 aan de slag bij Palmeiras als hulptrainer. In 1963 werd hij hoofdtrainer van América uit Rio Preto en behaalde er de titel mee in de tweede klasse van het Campeonato Paulista. Nadat hij nog enkele clubs trainde werd hij in 1969 hoofdtrainer bij Palmeiras. Dat jaar leidde hij het team naar de overwinning in de Trofeo de Carranza en het Torneio Roberto Gomes Pedrosa, wat gelijkstond aan de landstitel. 
Van 1974 tot 1976 was Minelli trainer van Internacional en won er twee landstitels mee en ook drie keer op rij het Campeonato Gaúcho. In 1977 ging hij naar São Paulo, waar ook de landstitel mee behaald werd zodat hij drie keer op rij Braziliaans kampioen werd. In 1979 ging hij een jaar naar Saoedi-Arabië om er Al-Hilal te trainen. Daarna keerde hij terug naar Brazilië. In 1985 won hij nog het Campeonato Gaúcho met Grêmio. Hoewel Minelli hierna nog enkele grote teams coachte won hij pas in 1994 en 1997 opnieuw een prijs met Paraná, dat twee keer het Campeonato Paranaense won. Na zijn trainerscarrière werd hij nog commentator. 
Minelli overleed op 23 november 2023 op 94-jarige leeftijd aan een infectie.